# 1935–1936-os magyar férfi nagypályás kézilabda-bajnokság
Az 1935–1936-os magyar férfi nagypályás kézilabda-bajnokság a kilencedik nagypályás kézilabda-bajnokság volt. A bajnokságban hat csapat indult el, a csapatok két kört játszottak.

## Tabella
| #  | Csapat                 | M  | Gy | D | V | G+ | G- | P  |
| -- | ---------------------- | -- | -- | - | - | -- | -- | -- |
| 1. | Újpesti TE             | 10 | 9  | 0 | 1 | 59 | 39 | 18 |
| 2. | Elektromos TE          | 10 | 6  | 3 | 1 | 70 | 55 | 15 |
| 3. | Vívó és Atlétikai Club | 10 | 5  | 2 | 3 | 69 | 59 | 12 |
| 4. | MAFC                   | 10 | 4  | 0 | 6 | 47 | 50 | 8  |
| 5. | Munkás TE              | 10 | 2  | 2 | 6 | 31 | 50 | 6  |
| 6. | MOVE Széchenyi TE      | 10 | 0  | 1 | 9 | 7  | 30 | 1  |

* M: Mérkőzés Gy: Győzelem D: Döntetlen V: Vereség G+: Dobott gól G-: Kapott gól P: Pont

## II. osztály
1. MAFC 30, 2. UTE 23, 3. XIV. ker. LE 20, 4. ETE 19, 5. VAC 14, 6. EKASC 12, 7. Wolfner SE 10, 8. MOVE SzTE 10, 9. MTE 6 pont.